# 黛西 (喬治亞州)
黛西（英語：Daisy）是一個位於美國喬治亞州埃文斯縣的城市。

## 地理
黛西的座標為32°09′00″N 81°50′09″W / 32.15000°N 81.83583°W，而該地的平均海拔高度為46米（即151英尺）。

## 人口
根據2010年美國人口普查的數據，黛西的面積為2.70平方千米，當中陸地面積為2.60平方千米，而水域面積為0.10平方千米。當地共有人口129人，而人口密度為每平方千米47.78人。